# Tabatsjka
Tabatsjka of Tabachka (Bulgaars: Табачка) is een dorp in het noorden van Bulgarije. Het dorp is gelegen in de gemeente Ivanovo in de oblast Roese. Het dorp ligt hemelsbreed ongeveer 26 km ten zuiden van Roese en 237 km ten noordoosten van Sofia. 

## Bevolking
Op 31 december 2020 telde het dorp Tabatsjka 213 inwoners. Het aantal inwoners vertoont al jaren een dalende trend: in 1934 woonden er nog 1.941 mensen in het dorp.
| Bevolkingsontwikkeling tussen 1934 en 2020          |
| --------------------------------------------------- |
|                                                     |
| Bron: Nationaal Statistisch Instituut van Bulgarije |

In het dorp wonen nagenoeg uitsluitend etnische Bulgaren. In 2011 identificeerden 99 van de 100 ondervraagden zichzelf als etnische Bulgaren (99% van alle ondervraagden). Van 1 respondent was de etnische achtergrond niet bekend was.
| Etnische samenstelling van de respondenten (2011) | Etnische samenstelling van de respondenten (2011) | Etnische samenstelling van de respondenten (2011) | Etnische samenstelling van de respondenten (2011) | Etnische samenstelling van de respondenten (2011) |
| ------------------------------------------------- | ------------------------------------------------- | ------------------------------------------------- | ------------------------------------------------- | ------------------------------------------------- |
|                                                   |                                                   |                                                   |                                                   |                                                   |
| Bulgaren                                          | Bulgaren                                          |                                                   | 99,3%                                             | 99,3%                                             |
| Turken                                            | Turken                                            |                                                   | 0,4%                                              | 0,4%                                              |
| Roma                                              | Roma                                              |                                                   | 0,0%                                              | 0,0%                                              |
| Anders/Onbekend                                   | Anders/Onbekend                                   |                                                   | 0,3%                                              | 0,3%                                              |